# The Kominsky Method
The Kominsky Method (en català El mètode Kominsky) és una comèdia estatunidenca creada per Chuck Lorre, que es va estrenar el 16 de novembre de 2018 a Netflix. La sèrie protagonitza Michael Douglas, Alan Arkin, Sarah Baker i Nancy Travis i segueix un professor d'interpretació que, anys abans, havia tingut un breu moment d'èxit com a actor, i el seu agent i amic. A banda de la seva història d'amistat i professional, el que uneix els dos homes junts són les seves lluites amb els problemes sovint desagradables com la mort dels estimats, malalties, o fallades de pròstata, que arriben amb l'edat. El 17 de gener de 2019, poc després de guanyar el Globus d'Or a la millor sèrie de televisió musical o còmica de 2018 es va anunciar que la sèrie s'havia renovat per una segona temporada, que es va estrenar el 25 d'octubre de 2019. El juliol de 2020, la sèrie es va renovar per una tercera i última temporada.